# Битинииды
Битинииды (лат. Bithyniidae) — семейство пресноводных брюхоногих моллюсков из отряда Littorinimorpha.

## Описание
Высота раковины в среднем не превышает сантиметра, отверстие раковины закрывается крышечкой. Представители семейства являются промежуточным хозяином в жизненном цикле кошачьей двуустки (Opisthorchis felineus), паразита человека и животных, а также многих других трематод.
Обитают на водных растениях, илистом или глинистом дне. Предпочитают стоячие водоёмы, старицы, либо застойные берега рек.

## Классификация
По данным World Register of Marine Species, на август 2016 г. семейство включает 17 родов:
- Bithynia Leach, 1818 — Битинии
- † Celekenia Andrusov, 1902
- † Daciella Wenz, 1942
- Emmericiopsis Thiele, 1928
- † Euchilus Sandberger, 1870
- † Ferebithynia Kókay, 2006
- Gabbiella Mandahl-Barth, 1968
- Hydrobioides G. Nevill, 1885
- Mysorella Godwin-Austen, 1919
- Neosataria Kulkarni & Khot, 2015
- Neumayria de Stefani, 1877
- Parabithynia Pilsbry, 1928
- Parafossarulus Annandale, 1924
- Pseudobithynia Glöer & Pešić, 2006
- Pseudovivipara Annandale, 1918
- † Tylopoma Brusina, 1882
- Wattebledia Crosse, 1886